# Пахомчик, Тимофей Васильевич
Тимофей Васильевич Пахомчик (5 марта 1927 — 8 июля 2001) — передовик советской химической промышленности, слесарь Усольского химического комбината Министерства химической промышленности СССР, Иркутская область, Герой Социалистического Труда (1971).

## Биография
Родился 5 марта 1927 года в селе Едогон Тулуноского района Иркутской области, в белорусской семье крестьянина-переселенца. 
Завершив обучение в школе, в 1939 году начал трудовую деятельность в местном колхозе, в котором проработал все годы войны. В 1944 году был призван в Красную Армию. Участник войны с японскими миллитаристами в 1945 году.
В 1951 году вернулся на родину и стал трудиться шофёром Икейского детского дома Тулунского района. В 1953 году переехал в город Усолье-Сибирское. Стал работать слесарем на предприятии «Химпром» в цехе №26 по выпуску головакса. Вскоре возглавил бригаду слесарей по ремонту оборудования.
После обучение на курсах Дзержинского химкомбината стал работать в цехе №121 по производству перекиси водорода. Бригада возглавляемая Пахомчиком занималась ремонтом компрессоров, вакуумных насосов и другого производственного оборудования, изготовлением несложных станков и приспособлений для повышения производительности труда.
Указом Президиума Верховного Совета СССР от 20 апреля 1971 года за выдающиеся успехи в выполнении заданий пятилетнего плана, внедрение передовых методов труда и достижение высоких технических и производственных показателей Тимофею Васильевичу Пахомчику присвоено звание Героя Социалистического Труда с вручением ордена Ленина и золотой медали «Серп и Молот».
В 1974 году его признали лучшим по профессии в химической промышленности. С 1987 года находился на пенсии.
Избирался  в трёх созывах депутатом Иркутского областного совета депутатов.
Проживал в посёлке Западный-2 города Усолье-Сибирское Иркутской области. Умер 8 июля 2001 года. 

## Награды
За трудовые успехи удостоен:
- золотая звезда «Серп и Молот» (20.04.1971)
- орден Ленина (20.04.1971)
- Орден «Знак Почёта» (28.05.1966)
- другие медали.

## Память
- В 2005 году улица на которой проживал Герой переименована в его честь[3];
- В августе 2011 года на доме №3 установлена мемориальная доска в память о Герое Социалистического Труда.